# Netrocoryne
Netrocoryne là một chi bướm ngày thuộc họ Bướm nâu.

## Hình ảnh

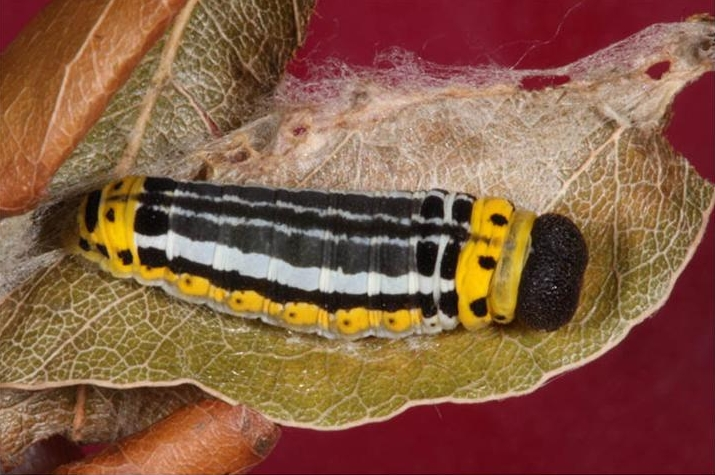

## Các loài
- Netrocoryne abstrusus
- Netrocoryne expansa
- Netrocoryne hymenaeus
- Netrocoryne repanda
- Netrocoryne thaddeus
- Netrocoryne vulpecula